# 未来主义文学
未来主义文学是20世纪初期兴起于意大利的一个文学流派，是未来主义艺术在文学领域的体现。未来主义文学的成就不如未来主义绘画高，在横向上也并没有如法国象征主义文学和德国表现主义文学一样发展成国际性的文学运动。未来主义文学的发展主要局限于意大利一国，在晚期也波及邻国法国和刚刚成立不久的苏联。

## 概述
未来主义文学是法国象征主义文学在意大利的体现和延伸。“未来主义”一词是意大利青年诗人菲利波·托马索·马里内蒂于1908年提出的。1909年，马里内蒂在法国《费加罗报》发表《未来主义宣言》，号召全面反对传统，颂扬机器、技术、速度、暴力和竞争。在以后七年中，《未来主义画家宣言》、《未来主义音乐家宣言》等等分别问世。至1916年9月，未来主义理念在意大利文艺界全面铺开，正式成为一个强大的流派。
需要注意的是，意大利的未来主义并不是一个统一的流派。从1913年起，就分化为左翼和右翼，以马里内蒂为首的右翼是主导力量。右翼的未来主义者与法西斯政党合作，坚持反对一切传统，走极端的语言实验道路。而以帕拉泽斯基、卢齐尼为代表的左翼未来主义者则批判民族沙文主义和军国主义，反对法西斯，认为马里内蒂盲目地拒绝过去，势必导致盲目地否定未来。1915年，两派彻底决裂，左翼退出未来主义阵营。
未来主义在法国也有反映。诗人阿波利奈尔从1911年起就与意大利的未来主义者交往。他将其时法国盛行的立体主义艺术与意大利的未来主义结合起来，提出“立体未来主义”，并将其融入到自己的诗歌创作中。
除意大利外，未来主义最主要的阵地是苏联。未来主义文学的创作主张和刚刚成立的苏联的共产主义理念之间有很多相似之处，因此十月革命之后苏联涌现出一大批未来主义诗人。1913年，诗人马雅可夫斯基发表《给社会趣味一个耳光》，兼收散文和诗歌。其中否定遗产，批判象征派，要求从形式上、语言上革新文学。未来主义文学在苏联的发展持续至20年代中期才逐渐衰落，被超现实主义文学取代。

## 理论主张
20世纪初，欧美社会已经呈现城市化、工业化、机械化的面貌。在这个资本主义现代化的过程中，意大利是落后者，其发展远较英国、法国、美国为逊。意大利的知识阶层不满现存秩序，陶醉于科技的新成就。未来主义的文学思潮就是在这种社会历史条件下出现的。它既有否定过去、开拓未来的一面，表现了革命的创新精神，又有反理性主义、虚无主义的一面，弥漫着悲观的情绪。
未来主义文学表现的主题通常非常相似。未来主义诗人们不厌其烦的歌颂船坞、工地、工厂、桥梁、飞机和劳动者；赞扬战争和军国主义，称“战争是世界唯一的洁身之道”。速度、机械、暴力、技术等主题是未来主义诗歌中最常见的题材。这一趋势后来逐渐发展到虚无主义的层面。马里内蒂在1912年甚至提出反理性、重直觉的非人化主张。他声称在文学中要消灭自我，消灭一切人的心理活动，最终以物质来代替人类。这种重物轻人的主张影响了20世纪60年代的法国新小说。
在语言上，未来主义者是最激进的语言解放者。在1912年的《未来主义文学的技术性宣言》中，主张把语言从罗曼语族句式的牢笼中拯救出来，消灭语法，将名词任意罗列，使用动词不定式，取消形容词，取消副词和连词，取消标点符号，甚至主张可以在诗歌中引入数学符号。此外，马里内蒂特别重视用“不连贯的想象”通过广泛的类比和名词重叠造成形象网络，以此来体现最真实的生命深处的直觉反应。
未来主义文学流派始终贯串着一条反传统、反理性、重直觉本能、物质本质的理论路线，适应现代机械文明和现代时空意识的发展，在艺术上不无创新之处。但它主要是作为一种除旧布新的破坏力量而引起人们震动的。在文学实践上，未来主义者好走极端、粗暴的否定一切，缺乏坚实的理论基础。其文学成就也非常有限，远不如法国象征主义文学和德国表现主义文学。

## 文学实践

### 意大利
菲利波·托马索·马里内蒂（1876－1944）是欧洲和意大利未来主义文学运动的领导者和主要代表人物，政治上属于右翼。他出生于埃及亚历山大港一个富裕的意大利人家庭。1893年迁居巴黎，1895年回到意大利。
马里内蒂早期的诗歌如《老海员》（1897）、《征服星球》（1902）等都是用法语写成，带有浓厚的象征主义文学色彩。1909年他创办文学期刊《莱采巴》，正式开始倡导未来主义。
马里内蒂的文学成就首先要推他的四篇未来主义宣言。这些宣言篇幅不长，但充满除旧布新的激情，观点明确而大都不严谨。此外，马里内蒂的诗作如《空间与时间》、《战斗》等基本上是纯粹的语言实践，很难说有多少实际的意义。但在当时的意大利，这些诗作却引起极大的反响。一时间破坏语法，废弃形容词、副词、标点符号，引入数学符号等语言实验风靡诗坛。
除诗歌外，马里内蒂还在戏剧领域尝试过未来主义风格的创作。他于1915年发表《未来主义戏剧宣言》，批判传统戏剧的迂腐、冗长，主张在极端有限的时间、空间和情节里表现“从潜意识、捉摸不定的力量、纯抽象和纯想象中发掘出来的一切”。其代表剧作《他们来了》就是这一理念的代表作品。马里内蒂的戏剧创作在一定程度上影响了后来的法国荒诞派戏剧。
除马里内蒂外，意大利的未来主义作家还包括雷莫·基蒂，他曾创办刊物《未来主义的意大利》，著有《未来主义电影》和剧本《建筑》、《黄与黑》等。
左翼未来主义著名诗人阿尔多·帕拉采斯基（1885－1974）的代表作《我是谁？》是未来主义诗歌中最具影响力的作品。乔万尼·杰尔比诺的代表作《争斗着的自然界》把昼夜交替比作光与影的斗争，很能体现未来主义者强调暴力和斗争的观点。

### 法国
吉约姆·阿波利奈尔（1880－1918）是未来主义在法国的代表诗人，受到立体主义画家毕加索和未来主义诗人马里内蒂的影响，自创“立体未来主义”。1913年，他发表《未来主义的反传统主义：综合宣言》，呼唤新的美感和新的表现方法，歌颂新的科技文明。但阿波利奈尔和意大利的右翼未来主义者截然不同，他并不全面否定传统，主张要“重视经验和秩序”。他在诗歌的语言上也做出了一些尝试，取得了一定的成功。
阿波利奈尔的代表作品是诗集《酒精集》（1913），其中收录的名作《蜜蜡波桥》已经成为法语诗歌中的经典。诗人用塞纳河水比喻逝去的爱情。全诗取消标点符号，且具有民歌情调。
阿波利奈尔的另一部代表作是死后出版的《意识的图像》，标志着现代法语诗歌在诗体和格律上的一次大解放，是成熟的立体未来主义风格。
阿波利奈尔的创作在很大程度上都是单纯的语言、形式探索，在内容上新意不多。

### 苏俄
未来主义文学在苏俄的代表人物是弗拉基米尔·弗拉基米洛维奇·马雅可夫斯基。他出生于格鲁吉亚，1905年迁居莫斯科，早年参加布尔什维克党。1912年，他集结一些志趣相同的诗人发表文集《给社会趣味一个耳光》，宣称：“只有我们才能代表我们的时代的面貌……要把普希金、陀斯妥耶夫斯基、托尔斯泰等等从现代生活的轮船上扔出去”。在反传统方面，马雅可夫斯基的思想和马里内蒂最为相近。
在早期的诗作《夜》中，马雅可夫斯基描写旧俄都市景色，以嘲讽的口吻描绘夜都市纸醉金迷的人群、娼妓和赌棍。然而诗人最杰出的未来主义诗作却是发表于1915年的长诗《穿裤子的云》，发表后几乎成为苏联未来主义文学的纲领性作品。
1925年，马雅可夫斯基公开宣布：“未来主义和苏联政府不能携手并进，现在我要与未来主义作斗争”，而实际上他却始终没有放弃未来主义的某些表现手法。1930年2月，马雅可夫斯基遭人攻击，被排除于无产阶级作家行列之外，同年自杀。